# リッコ・デル・ゴルフォ・ディ・スペーツィア
リッコ・デル・ゴルフォ・ディ・スペーツィア(イタリア語: Riccò del Golfo di Spezia)は、イタリア共和国リグーリア州ラ・スペツィア県にある、人口約3,600人の基礎自治体（コムーネ）。

## 地理

### 位置・広がり

#### 隣接コムーネ
隣接するコムーネは以下の通り。
- ベヴェリーノ
- フォッロ
- ラ・スペーツィア
- リオマッジョーレ
- ヴェルナッツァ

### 地震分類
イタリアの地震リスク階級 (it) では、3 に分類される
。

## 行政

### 分離集落
リッコ・デル・ゴルフォ・ディ・スペーツィアには、以下の分離集落（フラツィオーネ）がある。
- San Benedetto, Porcale, Quaratica, Valdipino, Casella, Ponzò, Bovecchio, Falabiana, Camedone, Piandibarca, Polverara.